# Nina Umanets
Nina Umanets (ucraïnès: Ніна Дмитрівна Уманець)  (Iurkivka, 1 de maig de 1956) és una ex-remadora ucraïnesa que va competir sota bandera soviètica durant les dècades de 1970 i 1980.
El 1980 va prendre part en els Jocs Olímpics de Moscou, on guanyà la medalla de plata en la competició del vuit amb timoner del programa de rem. En el seu palmarès també destaquen cinc medalles d'or i una de plata en el vuit amb timoner del Campionat del món de rem.